# 아오이 츠카사
아오이 츠카사(일본어: 葵 つかさ 아오이 쓰카사[*], 1990년 8월 14일 ~ )는 일본의 AV 배우이다.